# Parafia Królowej Świętego Różańca w Akmole
Parafia Królowej Świętego Różańca w Akmole – parafia rzymskokatolicka, znajdująca się w dekanacie astańskim w archidiecezji Astany. W parafii posługują księża archidiecezjalni. Według stanu na kwiecień 2024 proboszczem był ks. Piotr Pytlowany. 